# کشند کهکشانی

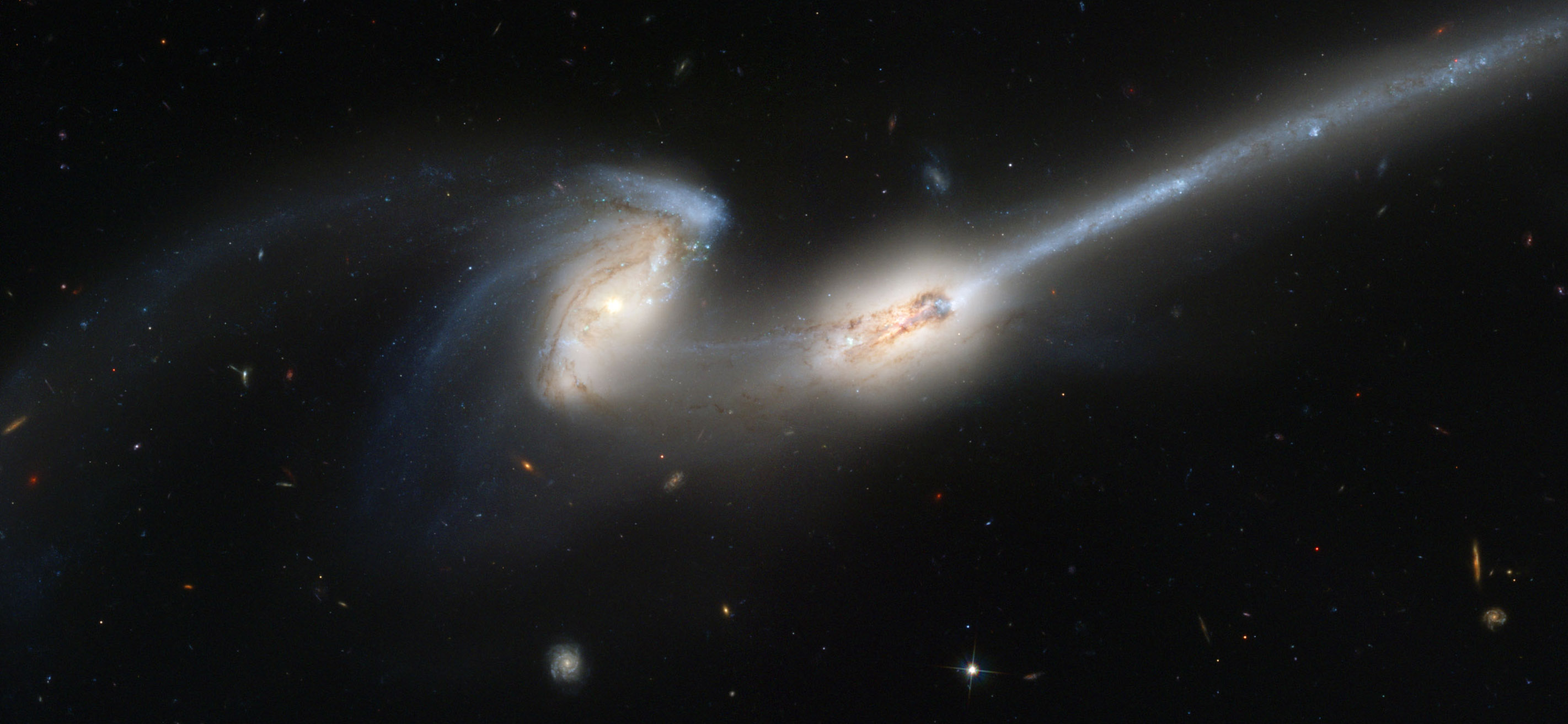
کهکشان‌های دو موش NGC 4676

کشند کهکشانی یا جزر و مد کهکشانی (به انگلیسی: Galactic tide) یک نیروی کشندی است که توسط اشیائی؛ که در معرض میدان گرانشی یک کهکشان، مانند کهکشان راه شیری قرار دارند، تجربه می‌شود. زمینه‌های ویژهٔ مورد توجه در رابطه با کشندهای کهکشانی شامل برخوردهای کهکشانی، اختلال در کهکشان‌های کوتوله یا اقماری و تأثیر کشند کهکشانی کهکشان راه شیری، بر ابر اورتِ منظومه شمسی است.

## تأثیر بر کهکشان‌های بیرون

### برخورد یا برهم‌کنش کهکشانی

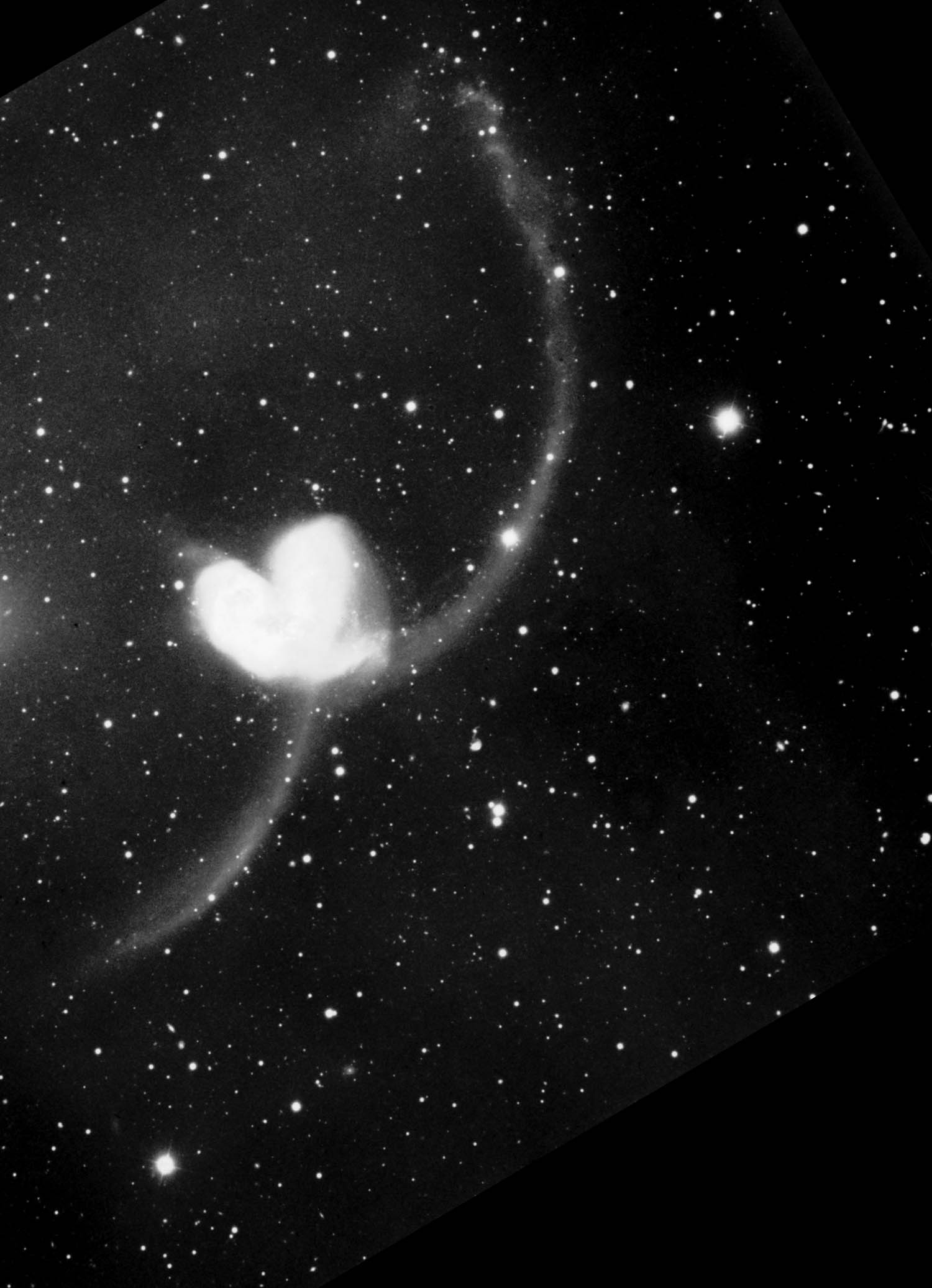
دم‌های بلند جزر و مدی از کهکشان‌های برخوردکننده کهکشان‌های آنتنی

نیروهای کشندی به شیب قدرت آن به شیب یک میدان گرانشی بستگی دارند و بنابراین اثرهای کشندی معمولاً به محیط پیرامون یک کهکشان محدود می‌شود. دو کهکشان بزرگ که در معرض برخورد قرار می‌گیرند یا از کنار یکدیگر می‌گذرند، در معرض نیروهای کشندی بسیار بزرگی قرار می‌گیرند که غالباً بیشترین نمایش قابل دید از کشندهای کهکشانی در حال انجام از اثر خود را ایجاد می‌کنند.
برهم‌کنش دو کهکشان، به ندرت (شاید هرگز)، به برخورد مستقیم با یکدیگر می‌انجامد و نیروهای کشندی هر یک از کهکشان‌ها را در امتداد محوری منحرف می‌کنند که تقریباً به سمت ولی دور از نقطه تلاقی مورد انتظار است، هنگامی که دو کهکشان به مدت کوتاهی دور زدن بر گرد یکدیگر را آغاز کردند، آن بخش‌های به‌هم‌ریخته و جابه‌جا شده در بدنهٔ اصلی هر یک؛ با چرخش دیفرنسیال کهکشان، از پیکر کهکشان خود بریده شده و به سوی فضای میان‌کهکشانی پرتاب می‌شوند و «دم‌های کشندی» را ایجاد می‌کنند. چنین دم‌هایی به‌طور معمول به شدت خمیده هستند. اگر دم مستقیم دیده شود، این احتمالاً به دلیل زاویهٔ مشاهده است. ستارگان و گازهایی که دم را آنها تشکیل می‌دهند از: دیسک‌های کهکشانی که به راحتی درهم‌ریخته‌شده‌اند (یا دیگر قسمت‌های انتهایی) یا از مخلوطی از هر دو خارج می‌شوند، و نه از مرکز کهکشان‌ها و محدودهٔ قفل گرانشی آنها.دو نمونه بسیار برجسته از برخوردهایی که منجر به تولید دم‌های جزر و مدی شده کهکشان‌های دو موش و کهکشان‌های آنتن است.
درست همان‌گونه که ماه با ایجاد دو برجستگی جزر و مد آب را در طرف‌های مقابل کره زمین جمع می‌کند، یک کشند کهکشانی نیز در همتای کهکشانی خود دو بازو ایجاد می‌کند. در حالی که یک دم بزرگ شکل می‌گیرد: اگر جرم کهکشان آشفته مساوی یا کمتر از همتای خود باشد، اگر کهکشان مزاحم به‌طور قابل توجهی بزرگ‌تر باشد، بازوی پشت سر نسبتاً جزئی خواهد بود، و بازوی پیشرو، که گاهی پل نامیده می‌شود، برجستگی بیشتری خواهد داشت. تشخیص پل‌های کشندی معمولاً از یافتن دم‌های کشندی دشوارتر است: در گام نخست، پل ممکن است توسط کهکشان در حال عبور جذب شود یا از ادغام کهکشان پدید آمده‌باشد، که برای مدت زمان کمتری نسبت به یک دم بزرگ قابل دیدن است، و دوم آنکه اگر یکی از آن دو کهکشان در پیش‌زمینه باشد، ممکن است کهکشان دوم - و پل بین آنها - همه یا بخشی از آن دیده نشود یا مبهم بماند. وجود این دشواری‌ها با هم، می‌تواند تعیین این که یک کهکشان در کجا به پایان می‌رسد و دیگری آغاز می‌شود را مشکل کند. حلقه‌های اتصال کشند؛ جایی که دم در هر دو انتها با کهکشان والدین خود وصل می‌شود، حتی نایاب‌تر هستند.

### برهمکنش‌های قمری
از آنجا که اثرهای کشندی در مجاورت یک کهکشان پر قدرت‌ترین است، کهکشان‌های ماهواره‌ای به ویژه احتمالاً تحت تأثیر قرار می‌گیرند. چنین نیروی خارجی بر روی ماهواره می‌تواند حرکات مرتب شده‌ای را در داخل آن ایجاد کند و منجر به اثرهای قابل ملاحظه‌ای در مقیاس بزرگ شود.